# Zinnoberroter Reif-Täubling
Der Zinnoberrote Reif-Täubling (Russula emeticicolor), der auch Kleiner Zinnober-Täubling genannt wird, ist ein Pilz aus der Familie der Täublingsverwandten. Es ist ein kleiner, zierlicher und sehr seltener Täubling, mit einem leuchtend roten Hut und weißlichem bis cremeweißlichem Sporenpulver. Der Täubling schmeckt mild und kommt unter Rotbuchen oder anderen Laubbäumen vor.

## Merkmale

### Makroskopische Merkmale
Der Hut ist 1–5,5 cm breit, jung gewölbt, später ausgebreitet und in der Mitte  mehr oder weniger eingedellt. Die Farbe ist fast einheitlich rot, sie kann leuchtend zinnoberrot, kupferrot, blutrot, oder geranienrot sein. Manchmal ist die Mitte auch nahezu gelblichocker ausgeblichen oder karminrot gefasert oder bräunlich-gelb. Bei einigen Formen ist die Mitte aber auch dunkler gefärbt. Die Huthaut ist im trockenen Zustand matt. Gewöhnlich erscheint der Hut durch breite, stark inkrustierte Hyphen der Huthaut wie mit dichten, weißlichen Flocken besetzt und scheint dadurch weiß bereift. Bei Feuchtigkeit wird die Huthaut etwas klebrig und glänzt seidig. Sie lässt sich bis zur Hälfte abziehen. Der Rand ist deutlich gerieft bis gefurcht.
Die Lamellen sind weißlich, im Alter auch mehr cremefarben gefärbt. Sie sind zerbrechlich und stehen recht entfernt. Sie sind ziemlich breit, bauchig und vorne wie hinten stark abgerundet. Das Sporenpulver ist weiß bis hell cremeweiß (Ib–(IIa) nach Romagnesi).
Der Stiel ist kurz 2–4 (6) cm lang und 0,5–1,5 cm dick. Er ist rein weiß, und nur selten rosa überhaucht und wird bei Berührung leicht grau oder bräunt. Er wird bald weich und hohlkammrig. Das weiße und sich leicht ockerlich verfärbende Fleisch schmeckt mild, hat aber den leicht adstringierenden Geschmack der Gruppe. Es ist nahezu geruchlos. Mit Guajak reagiert das Fleisch nicht oder nur schwach und langsam und verfärbt sich dabei hellgrün, mit Sulfovanillin verfärbt es sich stumpf purpurn, aber nicht johannisbeerrot. Die Eisensulfatreaktion ist hellrot.

### Mikroskopische Merkmale
Die Sporen sind fast kugelig bis elliptisch und messen 6,5–8 × 6–7 µm. Sie tragen dornige, isoliert stehende und bis zu 0,7 µm hohe Warzen, die manchmal fast dicht stehen und selten paarweise oder nahezu netzig verbunden sind.
Die 30–50 µm langen und 8–11 µm breiten Basidien sind keulig und tragen je vier Sterigmen. Die Cheilozystiden sind spindelförmig, 35–55 µm lang und 8–10 µm breit, an der Spitze sind sie teilweise appendikuliert, das heißt, sie tragen ein kleines Anhängsel. Die Pleurozystiden auf den Lamellenflächen sehen ähnlich aus. Sie sind 30–55 µm lang und 8–9 µm breit. Alle Zystiden sowohl auf der Lamellenfläche als auch auf der Scheide sind recht spärlich, mit Sulfobenzaldehyd färben sie sich grauschwarz an.
Die Huthaut (Epicutis) besteht aus zylindrischen, septierten und teilweise verzweigten haarartigen Hyphenzellenden (Haaren), die 2,5–3,5 µm breit sind. Dazwischen kommen zylindrische, ein- bis fünffach septierte und inkrustierte Primordialhyphen, die 3–5 µm breit und an der Spitze abgerundet sind. Teilweise können sie zur Spitze hin auch etwas verjüngt sein. In der Subcutis kommen puzzleartige Zellen vor.

## Artabgrenzung
Es gibt eine ganze Reihe rothütiger und mild schmeckender Täublinge, die in Laubwäldern unter Rotbuchen oder Eichen wachsen. Dazu gehört der Ockerblättrige Zinnober-Täubling, der Netzflockige Rosa-Täubling und der Kleine Rosa-Täubling. Besonders der Kleine Rosa-Täubling sieht dem Zinnoberroten Reif-Täubling sehr ähnlich, sowohl von seinem makroskopischen Erscheinungsbild als auch von seinen mikroskopisch Merkmalen her. Er lässt sich aber durch die unterschiedliche Sulfobenzaldehydreaktion unterscheiden. Beim Kleinen Rosa-Täubling verfärbt sich das Stielfleisch dabei johannisbeerrot, beim Netzflockigen Rosa-Täubling rosa und beim Zinnoberroten Reif-Täubling stumpf purpurn.

## Ökologie
Der Zinnoberrote Reif-Täubling ist wie alle Täublinge ein Mykorrhizapilz, der vorzugsweise mit Rotbuchen eine Symbiose eingeht. Selten geht er auch mit anderen Laubbäumen, wie Eichen, eine symbiontische Beziehung ein.
Der Täubling ist eine typische Art für Rotbuchenwälder, die sich im Klimaxstadium befinden. Gelegentlich findet man ihn in Hainbuchen-Eichenwäldern auch unter Rotbuchen oder in Parkpflanzungen. Der Täubling kommt auf trockenen bis mäßig frischen und basenreichen Böden vor. Diese sind oft lehmig-tonig oder oberflächlich stark verdichtet. Er kommt auch auf fast nacktem, humusarmem Braunlehm, Rendzinen, Terra fusca und Kalkbraunerden über Kalken und Mergel vor.
Die Fruchtkörper erscheinen von August bis Mitte September und nur selten früher oder später. Die Art bevorzugt das Hügelland.

## Verbreitung

Europäische Länder mit Fundnachweisen des Zinnoberroten Reif-Täublings.
Legende:
Länder mit Fundmeldungen
Länder ohne Nachweise
keine Daten
außereuropäische Länder

Der Täubling ist eine seltene, rein europäische Art.
Auch in Deutschland ist er selten und wird sehr vereinzelt in Niedersachsen, Nordrhein-Westfalen, Rheinland-Pfalz, Südhessen, Baden-Württemberg und Bayern gefunden. In der deutschen Roten Liste wird der Täubling in der Gefährdungskategorie RL1 geführt. Aus Österreich gibt es keine gesicherten Nachweise.

## Systematik

### Infragenerische Systematik
Der Zinnoberrote Reif-Täubling wird von Bon in die Untersektion Lilacinae eingeordnet, die unterhalb der Sektion Lilaceae steht. Die Untersektion enthält kleine, zerbrechliche Arten mit verschiedenfarbigen, meist zwischen rötlich und violett gefärbten Hüten. Der Geschmack ist völlig mild und das Sporenpulver weiß.

### Unterarten und Varietäten
- Russula emeticicolor forma purpureoatra (Romagn.) Bon ist eine Form mit purpurrotem Hut und schwärzlich-violetter Mittelscheibe. Zusätzlich hat sie im Gegensatz zum Typ eine positive Guajakreaktion.[2]

## Bedeutung
Der Zinnoberrote Täubling ist essbar, spielt aber auf Grund seiner Seltenheit als Speisepilz keine Rolle.